# Croix des Anglais
La croix des Anglais est une croix située à Saint-Chély-d'Apcher, en France.

## Localisation
La croix est située sur la commune de Saint-Chély-d'Apcher, dans le département français de la Lozère.

## Historique
L'édifice, construit en pierre au quatorzième siècle, est inscrit au titre des monuments historiques en 1926.